# Chrysotus femoralis
Chrysotus femoralis är en tvåvingeart som först beskrevs av Becker 1922.  Chrysotus femoralis ingår i släktet Chrysotus och familjen styltflugor. Inga underarter finns listade i Catalogue of Life.